# Покровско-Стрешнево (район на Москва)
Покровско-Стрешнево е административен район на Северозападен окръг в Москва.